# Vincenc Svoboda
Vincenc Svoboda (5. ledna 1887, Račerovice – 30. června 1955, Praha) byl český spisovatel, překladatel a historik. Jeho manželkou byla spisovatelka Marie Bartošová.

## Biografie
Vincenc Svoboda se narodil v roce 1887 v Račerovicích nedaleko Třebíče do rodiny Františka Svobody a Marie rozené Fejtové. V roce 1907 odmaturoval na třebíčském gymnáziu. Následně nastoupil na filozofickou fakultu Karlovy Univerzity, kde mezi lety 1907 a 1911 studoval bohemistiku a germanistiku, germanistiku pak studoval v roce 1912 i v Jeně. V roce 1913 nastoupil na pozici profesora gymnázia v Třebíči a následně přešel v roce 1913 na reálku v Telči, tam pak pracoval do roku 1914, kdy přešel na pozici profesora gymnázia v Moravských Budějovicích. V roce 1915 však narukoval do armády a poměrně brzy byl v první světové válce v Rusku zajat a už v říjnu téhož roku vstoupil do Československých legií.
Z první světové války se vrátil v roce 1920 a nastoupil do gymnázia v Praze, následně pak od roku 1921 učil na reálce v Karlíně, od roku 1936 do roku 1938 pak pracoval jako ředitel gymnázia v České Lípě, posléze byl z důvodu odtržení Sudet nucen odejít a krátce učil na gymnáziu v Libni. V roce 1938 se pak ale stal také ředitelem gymnázia v Truhlářské ulici v Praze, tam pracoval až do roku 1941, kdy byl nucen odejít jako někdejší legionář do důchodu. V roce 1945 se však vrátil do práce, ale hned následující rok odešel do důchodu.
Byl jedním ze zakladatelů Spolku českých bibliofilů.

## Dílo
Zpočátku se věnoval poezii a krátké próze, během první světové války psal i v ruském zajetí a následně během služby v legiích. Po skončení první světové války se začal věnovat překladu z ruštiny, následně i překladům z němčiny, angličtiny, církevní slovanštiny a polštiny. Překládal díla Pantelejmona Sergejeviče Romanova, Konstantina Vladimiroviče Dubrovského, Dmitrije Sergejeviče Merežkovského, Alexeje Konstantinoviče Tolstého, Antona Pavloviče Čechova a Micheila Džavachišviliho. Později překládal německá díla Alfreda Döblina, Josepha Rotha a B. Travena. Věnoval se také bibliofilii, kdy spolupracoval s Cyrilem Boudou, Karlem Dyrynkem, Methodem Kalábem a Janem Konůpkem.